# Pacco
Pascal Dorwling Carter, dit Pacco, né le 9 mars 1967 à Paris, est un auteur de bandes dessinées français.

## Biographie
D'ascendance martiniquaise, Pacco passe la majeure partie de sa jeunesse à Paris. Il obtient son bac scientifique en Guadeloupe puis étudie le droit pendant deux ans avant de rejoindre une école d'art pendant quatre ans.
Il devient directeur artistique sauvage chez les Humanoïdes Associés et Vents d'Ouest puis passe trois années en agence de communication. Au cours de cette période, il passe un an à préparer un projet pour faire du comics.
En 1996, il fonde Tomahawk, une agence de publicité spécialisée dans le secteur du divertissement. Il envoie une bande dessinée aux éditions Paquets qui lui proposent un contact.
En février 2007, il ouvre un blog, Le blog de Maé, consacré exclusivement à Maé (personnage de BD représentant sa fille âgée de 2 ans au début du blog). Il y raconte de manière comique sa vie de famille en centrant le propos sur le rapport père-fille. Il collabore, en 2010, à la revue Fluide glamour, prolongement du magazine Fluide glacial.

## Œuvres
- Hawkstrip Comics - En 2006, pour les 10 ans de Tomahawk, Pacco publie une BD racontant la vie de cette agence de publicité
- Fucking Karma - Los Angeles Tome 1[2], éditions Paquet 9 février 2007  (ISBN 2888901080)
- Maé - Saison1 - Marabout - mai 2009
- Maé - Saison2 - Marabout - novembre 2009
- Les Ex - Marabout - janvier 2010
- Le Taf - Marabout - janvier 2010
- Les copines - Marabout - janvier 2010
- J'aime ma famille (illustrations) de Marlène Schiappa et Loïc Lecanu, Robert Laffont - février 2010
- Very Bad Twinz [3],[4], avec Margaux Motin (co-scénariste, co-dessinatrice), Fluide glacial, octobre 2011, 48 p.  (ISBN 978-2-858159611)
- Une semaine sur deux; Tome 1 [5], Fluide glacial, 2012
- Une semaine sur deux; Tome 2, Fluide glacial, 2013
- Les Hommes en 30 modèles [6] (dessin) avec Maïa Mazaurette (scénario), Delcourt, 2013,  (ISBN 978-2-7560-4197-1)
- Pacco fait son show [7], Delcourt, 2013,  (ISBN 978-2-7560-4209-1)
- Les femmes en 30 modèles (dessin) avec Maïa Mazaurette (scénario), Delcourt, 2014  (ISBN 978-2-7560-5760-6)
- Oui ! 101 Questions à se poser avant de se marier [8] avec Margaux Motin (co-scénariste, co-dessinatrice), Delcourt, 2015  (ISBN 978-2-756063089)
- Daddy Cool Delcourt, 2017,  (ISBN 978-2-7560-9184-6)